# Siły Wyzwolenia Narodowego
Siły Wyzwolenia Narodowego (hiszp. Fuerzas de Liberación Nacional, FLN) – grupa partyzancka z Meksyku.

## Historia
Zawiązane zostały w sierpniu 1969 roku. Twórcami FLN byli głównie studenci Uniwersytetu Nuevo León. Działalność grupy ograniczała się do stanu Chiapas. W 1972 roku aktywiści FLN kupili ranczo El Chilar w miejscowości Ocosingo. Rancho potajemnie pełniło funkcję bazy FLN. W 1974 roku jeden z partyzantów przekazał armii informacje na temat lokalizacji siedziby FLN. W tym samym roku doszło do szturmu armii na El Chilar. W ataku zginęło pięciu bojowników FLN i trzech żołnierzy. Szturm na El Chilar doprowadził do samorozwiązania Sił Wyzwolenia Narodowego. W 1983 roku byli członkowie FLN uczestniczyli w utworzeniu Zapatystowskiej Armii Wyzwolenia Narodowego.

## Ideologia
Były grupą maoistowską.